# Yakovlev Yak-25 (1947)
Yakovlev Yak-25 là một máy bay quân sự của Liên Xô, một máy bay tiêm kích đánh chặn động cơ phản lực đầu tiên được thiết kế bởi OKB Yakovlev. Tên gọi Yak-25 sau này còn được dùng lại cho một thiết kế đánh chặn hoàn toàn khác.

## Phát triển
Yak-25 là một thiết kế ngay sau khi Chiến tranh thế giới II kết thúc. Đây là một thiết kế đặc trưng tiêu biểu cho máy bay chiến đấu của Liên Xô trong thời gian này, nó có một cánh thẳng và thân hình cầu phồng ra với các mặt cắt ngang xung quanh để điều tiết động cơ phản lực. Máy bay thực hiện chuyến bay lần đầu tiên vào 2 tháng 11, 1947. Dù chương trình thử nghiệm đã thành công và nó có hiệu suất bay tốt, đặc biệt là tính linh hoạt, nhưng dự án đã bị bãi bỏ vào năm 1948 sau khi các mẫu thiết kế khác hiện đại, cánh cụp là Mikoyan-Gurevich MiG-15 và Lavochkin La-15 (động cơ loại RD-500) bắt đầu được sản xuất hàng loạt.

## Phiên bản khác
Dù dự án máy bay cánh thẳng Yak-25 đã bị bãi bỏ, nhưng OKB Yakovlev vẫn thử một phát triển tiên tiến hơn bằng một thiết kế có cánh cụp 35°. Thành quả của bản thiết kế dó là máy bay có tên gọi Yak-30, bay lần đầu tiên vào 4 tháng 9 năm 1948. Trong thời gian thử nghiệm, nó đã đạt đến tốc độ Mach 0.935 khi bay bổ nhào. Vận tốc cực đại của máy bay tăng thêm 40 km/h (25 mph) và trần bay tăng thêm 1.000 m (3.280 ft) so với Yak-25. Tuy nhiên, thiết kế cánh cụp không thỏa mãn các nhà chức trách vì cánh phụ của nó khá nhỏ. Giống như Yak-25, Yak-30 không được sản xuất vì Mikoyan-Gurevich MiG-15 có chất lượng cao hơn. Tên gọi Yak-30 sau này cũng được dùng để đặt cho một máy bay huấn luyện phản lực.

## Thông số kỹ thuật (Yak-25)

### Đặc điểm riêng
- Phi đoàn: 1
- Chiều dài: 8.66 m (28 ft 5 in)
- Sải cánh: 8.88 m (29 ft 1 in)
- Chiều cao: n/a
- Diện tích : 14.0 m² (151 ft²)
- Trọng lượng rỗng: 2.285 kg (5.027 lb)
- Trọng lượng cất cánh: 3.235 kg (7.132 lb)
- Trọng lượng cất cánh tối đa: 3.535 kg (7.777 lb)
- Động cơ: 1× động cơ phản lực máy nén ly tâm Klimov RD-500, 15.6 kN (3.500 lbf)

### Hiệu suất bay
- Vận tốc cực đại: 982 km/h (530 knots, 610 mph)
- Tầm bay: 1.100 km (590 nm, 690 mi)
- Trần bay: 14.000 m (46.000 ft)
- Vận tốc lên cao: 37 m/s (7.260 ft/min)
- Lực nâng của cánh: 163 kg/m² (34 lb/ft²)
- Lực đẩy/trọng lượng: 0.45

### Vũ khí
- 3× khẩu pháo 23 mm (0.906 in) Nudelman-Rikhter NR-23, 75 viên mỗi khẩu

## Related content

### Máy bay có cùng sự phát triển
- Yakovlev Yak-30

### Máy bay có tính năng tương đương
- Dassault Ouragan
- Lavochkin La-15
- Mikoyan-Gurevich MiG-9

### Danh sách tiếp nối
| - Yak-19 - Yak-23 - Yak-24 - | Yak-25 (1947) | - Yak-26 - Yak-27 - Yak-28 – Yak-30 |
| - Yak-19 - Yak-23 - Yak-24 - | Yak-25 (1952) | - Yak-26 - Yak-27 - Yak-28 – Yak-30 |